# Bajo Martín

Comarca Bajo Martín

Bajo Martín este o comarcă, din provincia Teruel în regiunea Aragón (Spania).
Tradiția cea mai renumitǎ în această comarcă sunt procesiunile religioase de Paște cu tobe in aproape toate localitațile. 

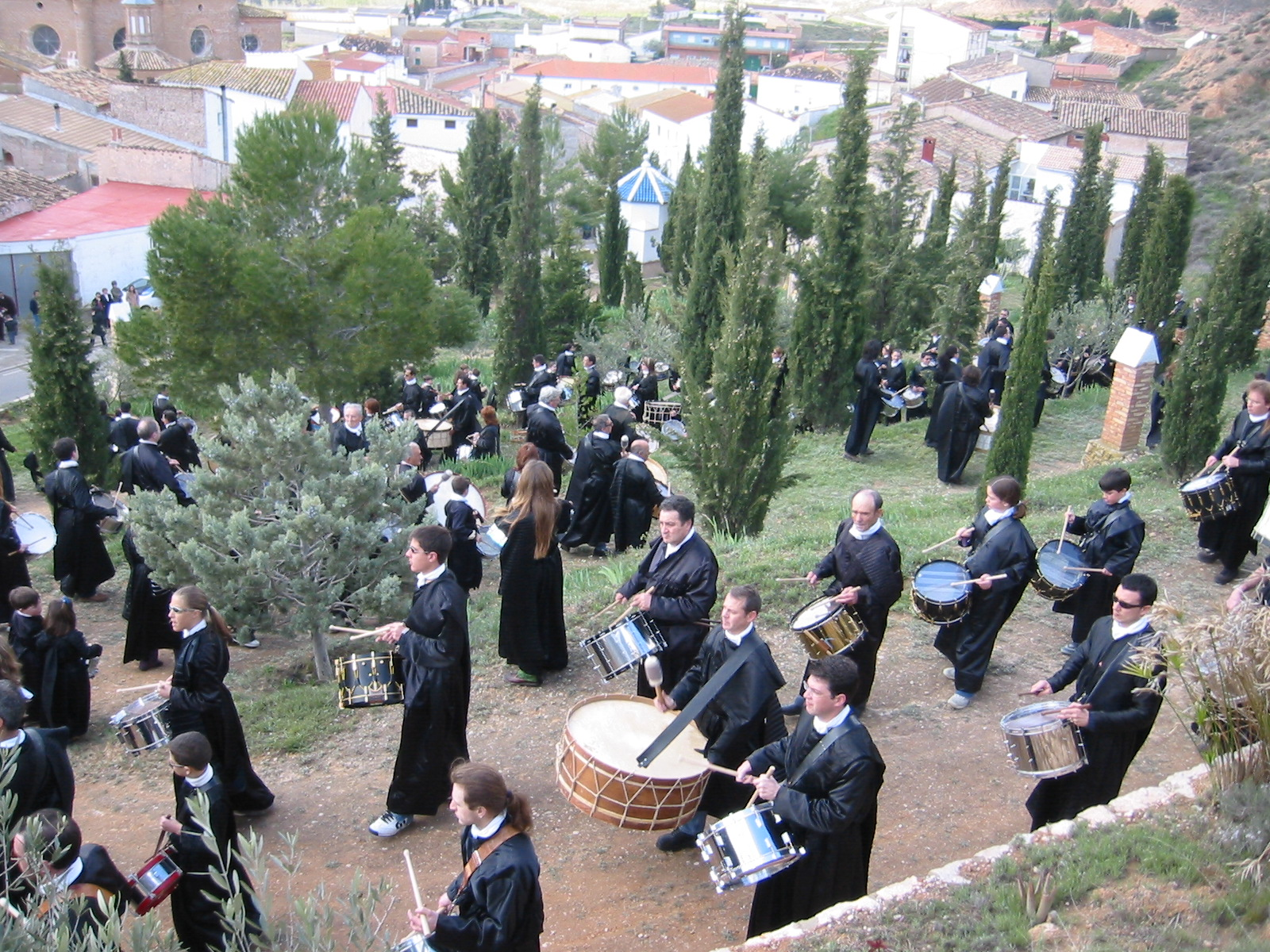
procesiune cu tobe pe calvarul din Urrea de Gaén.

## Lista municipiilor din comarca Bajo Martín
- Albalate del Arzobispo
- Azaila
- Castelnou
- Híjar
- Jatiel
- La Puebla de Híjar
- Samper de Calanda
- Urrea de Gaén
- Vinaceite

1. ↑  Manuel Arias López. La comarca como entidad natural, histórica y administrativa (în spaniolă), p. 406, ISBN 9788490318348
2. ↑  Informe de Sostenibilidad Ambiental / General de Desarrollo Rural. Gobierno de Aragón (în spaniolă), p. 24